# 布魯克 (印地安納州)
布魯克（英語：Brook）是一個位於美國印地安納州牛頓縣的城鎮。

## 人口
根據2010年美國人口普查的數據，布魯克的面積為1.78平方千米，當中陸地面積為1.75平方千米，而水域面積為0.03平方千米。當地共有人口997人，而人口密度為每平方千米560人。